# سي بريكر
سي بريكر (بالإنجليزية: Sea Breaker) هو نظام صاروخي مضاد للسفن، ولأغراض الهجوم البري، بعيد المدى موجه بدقة ومستقل من الجيل الخامس. صممته وطورته شركة رافائيل لأنظمة الدفاع المتقدمة. يمكن إطلاقه من السفن أو من الأرض. النسخة المطلقة جوًّا من هذا الصاروخ تُعرف باسم أيس بريكر.
بولزآي هو صاروخ مشتق من سي بريكر وتبنيه شركة جنرال أتوميكس.